# Pamela Wyndham
Pamela Adelaide Genevieve Wyndham Glenconner Grey (14 janvier 1871 - 18 novembre 1928), plus tard Lady Glenconner, vicomtesse Grey de Fallodon est une écrivaine anglaise. D'abord épouse d'Edward Tennant (1er baron Glenconner), puis d'Edward Grey (1er vicomte Grey de Fallodon), elle est l'une des Sœurs Wyndham de John Singer Sargent qui sont au centre de la vie culturelle et politique de leur époque. Comme leurs parents, elles fait partie de The Souls.

## Jeunesse
Wyndham est née le 14 janvier 1871 à Clouds House à Salisbury, Wiltshire, Angleterre. Elle est la fille de Percy Wyndham (1835-1911) et de Madeline Caroline Frances Eden Campbell. Sa mère est la fille de Guy Campbell, 1er baronnet, et de son épouse Pamela FitzGerald, fille de Edward FitzGerald et Pamela Syms. Son père est le fils de George Wyndham (1er baron Leconfield), et de son épouse Mary Fanny Blunt, la fille du révérend William Blunt.
Le portrait de Pamela et de ses sœurs en 1899 (Mary, épouse de Hugo Charteris (11e comte de Wemyss), et Madeline, épouse de Charles Adeane, le Lord Lieutenant du Cambridgeshire) par John Singer Sargent, connu sous le nom de sœurs Wyndham, est décrit comme " la plus grande image des temps modernes "par le Times .

## Carrière
En 1919, elle publie les mémoires à succès de son fils, Edward Wyndham Tennant qui a été tué pendant la Première Guerre mondiale. Elle publie également des poèmes, de la prose, de la littérature pour enfants et édité des poèmes et des anthologies en prose.
Elle est amie, entre autres, avec Henry James, Oscar Wilde et Edward Burne-Jones et fait partie du "cercle poétique et littéraire connu sous The Souls. En 1912, elle accueille trois conférences d'Ezra Pound dans sa galerie d'art privée. Une de ses plus grandes amies est Edith Olivier (en) ; qui avait un an de moins que Wyndham et elles étaient amies d'enfance.

## Vie privée
En 1895, elle épouse Edward Tennant (1er baron Glenconner) (1859–1920) qui fait ses études au Collège d'Eton et au Trinity College de Cambridge. Edward est le fils aîné de Charles Tennant, 1er baronnet, et succède à son père à sa mort en 1906. En 1911, il est élevé à la pairie en tant que baron Glenconner, de The Glen dans le comté de Peebles. De 1908, jusqu'à sa mort en 1920, il est Lord Lieutenant du Peeblesshire. Sa sœur, Margot Tennant est mariée à Herbert Henry Asquith, Premier ministre de 1908 à 1916. Ensemble, ils sont les parents de: 
- Clarissa Madeline Georgiana Felicite Tennant (1896–1960), qui épouse Adrian Bethell, puis Lionel Tennyson, 3e baron Tennyson [7]
- Edward Wyndham Tennant (1897–1916), le poète de guerre tué à la bataille de la Somme[8]
- Christopher Gray Tennant, 2e baron Glenconner (1899-1983), qui épouse Pamela Paget, la fille de Richard Paget (2e baronnet)[9]
- David Pax Tennant (1902-1968), un mondain qui fonde le Gargoyle Club à Londres[10]
- Stephen Tennant (1906-1987), un mondain connu pour son style de vie décadent qui est appelé "le plus brillant" des " Bright Young People "[6]

En 1922, elle épouse le veuf Edward Grey (1er vicomte Grey de Fallodon) (1862-1933), l'homme d'État libéral qui est député, secrétaire d'État aux Affaires étrangères (sous Asquith) et l'ambassadeur britannique aux États-Unis.
La vicomtesse Grey est décédée le 18 novembre 1928 au manoir de Wilsford à Wilsford, dans le Wiltshire, en Angleterre. Son deuxième mari est décédé le 7 septembre 1933 et son titre de vicomte disparait à sa mort, et le titre de baronnet passe à son cousin, George Grey.

## Ouvrages
- Windlestraw: Un livre de vers, 1905
- Le portefeuille blanc, 1912, réédité en 1928 avec des illustrations de Stephen Tennant
- L'histoire de Joan Arc, 1915
- Le sauvetage des enfants, 1918
- Edward Wyndham Tennant: un mémoire de sa mère Pamela Glenconner, 1919
- Sheperd's Crowns: un volume d'essais, 1923 [13]